# Матеус Куня
Матеус Сантос Карнейро да Куня (на португалски: Matheus Santos Carneiro da Cunha) е бразилски професионален футболист, който играе като нападател за английския клуб „Манчестър Юнайтед“ и националния отбор на Бразилия.
Роден е в Жоао Песоа, щата Параиба, Бразилия. Като дете тренира футзал, но през 2014 се присъединява към младежката академия на футболния „Коритиба“. През 2017 преминава в швейцарския „Сион“, където прави впечатляващ дебютен сезон.
След успешния сезон в Швейцария Куня преминава в „РБ Лайпциг“, а по-късно играе за „Херта“, „Атлетико Мадрид“ и „Уулвърхямптън Уондърърс“. През 2025 година подписва с „Манчестър Юнайтед“.
Куня е ключова фигура в олимпийския отбор на Бразилия, с който печели златен медал на Олимпийските игри в Токио през 2020 година. Дебютира за мъжкия национален отбор през 2021 г.

## Достижения
- Олимпийски шампион – Токио 2020
- Най-добър голмайстор на олимпийския турнир – 2020
- Играч на сезона на Уулвърхямптън – 2024